# 상하이 하이강
상하이 하이강(중국어: 上海海港)은 중화인민공화국 상하이시를 연고로 하는 축구 클럽이다. 영문 명칭은 'Shanghai Port F.C.'이다. 홈구장은 2020년 시즌부터 상하이시 푸둥 신구에 위치한 위안선 스포츠 센터 스타디움이다. 2005년 축구인 쉬건바오에 의해 상하이 둥야 FC라는 이름으로 창단 되었다. 2017년 현재는 중국 슈퍼리그에 참가하고 있다. 2015년부터 공식적으로 상하이 둥야에서 상하이 상강으로 구단 명칭을 변경하였다.

## 역사
- 2005년 12월 25일: 상하이 둥야 그룹 유한공사와 상하이 건바오 축구 클럽 기지 유한공사의 공동 출자로 창단됨.
- 2006년: 중국 을급리그에서 남구 리그 7위를 기록함.
- 2007년: 중국 을급리그에서 남구 리그 우승을 차지하여 갑급 리그로 승격됨.
- 2012년: 중국 갑급리그에서 우승을 차지하여 중국 슈퍼 리그로 승격됨.
- 2018년: 중국 슈퍼 리그에서 우승
- 2023년: 중국 슈퍼 리그에서 우승

## 선수단

### 현재 선수단
2025년 3월 21일 기준
참고: FIFA 자격 규정에 따라 소속된 국가대표팀 국기를 표시합니다. 선수는 복수의 FIFA 비회원국 국적을 가지고 있을 수 있습니다.
| 번호 | 포지션 | 국적 | 이름       |
| ---- | ------ | ---- | ---------- |
| 1    | GK     |      | 량쿤       |
| 3    | DF     |      | 양이       |
| 4    | DF     |      | 탕위쉬안   |
| 5    | DF     |      | 웨이양판   |
| 6    | MF     |      | 자오쉐나오 |
| 16   | MF     |      | 리자치     |
| 20   | DF     |      | 왕위롱     |
| 21   | DF     |      | 루쿤       |

| 번호 | 포지션 | 국적 | 이름     |
| ---- | ------ | ---- | -------- |
| 37   | MF     |      | 장휘위   |
| 39   | MF     |      | 첸지안위 |

### 임대 중인 선수
참고: FIFA 자격 규정에 따라 소속된 국가대표팀 국기를 표시합니다. 선수는 복수의 FIFA 비회원국 국적을 가지고 있을 수 있습니다.
| 번호 | 포지션 | 국적 | 이름                            |
| ---- | ------ | ---- | ------------------------------- |
| —    | FW     | 가나 | 아사모아 기안 (알아흘리로 임대) |
| —    | MF     |      | 다리오 콩카 (플라멩구로 임대)   |
| —    | MF     | 중국 | 주정위 (BSK 보르차로 임대)      |

## 역대 감독
| 감독                | 임기        |
| ------------------- | ----------- |
| 안드레 빌라스보아스 | 2016 ~ 2017 |
| 비토르 페레이라     | 2017 ~ 2020 |
| 케빈 머스캣         | 2023 ~      |

## 코칭 스태프
| 직책        | 스태프      |
| ----------- | ----------- |
| 감독        | 케빈 머스캣 |
| 코치        |             |
| 골키퍼 코치 |             |
| 체력코치    |             |
| 전력 분석관 |             |

## 우승 기록

### 자국

#### 리그
- 중국 슈퍼리그

우승 (3): 2018, 2023, 2024
- 중국 갑급리그

우승 (1): 2012
- 중국 을급리그

우승 (1): 2007